# Purbowono
Purbowono is een bestuurslaag in het regentschap Purworejo van de provincie Midden-Java, Indonesië. Purbowono telt 843 inwoners (volkstelling 2010).